# Acuerdo de Schengen
El Acuerdo o Tratado de Schengen ([ˈʃeŋən]) es un tratado internacional por el que varios países de Europa suprimieron los controles en las fronteras interiores (entre esos países) y trasladaron esos controles a las fronteras exteriores (con países terceros). El acuerdo, firmado en la localidad luxemburguesa de Schengen en 1985 y en vigor desde 1995, establece un espacio común —denominado espacio Schengen— por el que puede circular libremente toda persona que haya entrado regularmente por una frontera exterior o resida en uno de los países que aplican el convenio.
El Acuerdo fue integrado en los tratados constitutivos de la Unión Europea con la reforma del derecho primario en la Conferencia intergubernamental de 1996 y que culminó con el Tratado de Ámsterdam. Desde entonces, sigue aún vigente y es una parte sustantiva de la naturaleza de la Unión Europea como proyecto político.
En total, veinticinco de los veintisiete Estados miembros de la UE forman parte del espacio Schengen: Alemania, Austria, Bélgica, Bulgaria, Croacia, Dinamarca, Eslovaquia, Eslovenia, España, Estonia, Finlandia, Francia, Grecia, Hungría, Italia, Letonia, Lituania, Luxemburgo, Malta, Países Bajos, Polonia, Portugal, Rumanía, República Checa y Suecia. Por su parte, Islandia, Liechtenstein, Noruega y Suiza, que no son miembros de la UE, llegaron a un acuerdo para formar parte del espacio Schengen. Además, existen las cláusulas de exención en la aplicación de algunos puntos del acuerdo que permiten a Irlanda —y antes también al Reino Unido cuando era miembro de la UE— no formar parte del espacio Schengen pero sí participar en la cooperación policial y judicial y en la lucha contra el tráfico de estupefacientes. Mientras tanto en Bulgaria, Chipre y Rumanía —que forman parte del espacio Schengen, de conformidad con sus respectivas Actas de adhesión— aún siguen operativos los controles en sus fronteras interiores.

## El espacio y la cooperación Schengen
Los países que aplican en su totalidad el Acuerdo de Schengen constituyen un territorio denominado espacio Schengen. El Acuerdo de Schengen permite suprimir los controles en las fronteras interiores entre los Estados firmantes y crear una única frontera exterior, donde se efectúan los controles de entrada en el espacio Schengen con arreglo a procedimientos idénticos. El espacio Schengen abarca a los Estados miembros de la Unión Europea, excepto algunos de ellos, y a determinados terceros países (Islandia, Liechtenstein, Noruega y Suiza). No todos los países de la Unión Europea son miembros del espacio Schengen, ya sea porque no deseaban suprimir los controles en sus fronteras con los otros países de dicho espacio (Irlanda), o bien porque no reunían todavía las condiciones requeridas para ello (Chipre).
La libre circulación dentro del espacio Schengen se acompañó de medidas de cooperación y coordinación entre los servicios de policía y las autoridades judiciales para proteger la seguridad interior de los Estados miembros y, en particular, para luchar eficazmente contra la delincuencia organizada. En esta cooperación participan todos los Estados de la Unión Europea (incluso los que no pertenecen al espacio Schengen) y algunos terceros países, por lo que el ámbito territorial de la cooperación Schengen es más amplio que el espacio Schengen.

## Historia
| Espacio Schengen Legalmente obligados a unirse |                  |
| Estado                                         | Adhesión         |
| Alemania                                       | Miembro original |
| Austria                                        | 1995             |
| Bélgica                                        | Miembro original |
| Croacia                                        | 2023             |
| Dinamarca                                      | 2001             |
| Eslovaquia                                     | 2004             |
| Eslovenia                                      | 2004             |
| España                                         | 1991             |
| Estonia                                        | 2004             |
| Finlandia                                      | 1996             |
| Francia                                        | Miembro original |
| Grecia                                         | 1992             |
| Hungría                                        | 2004             |
| Islandia                                       | 1996             |
| Italia                                         | 1990             |
| Letonia                                        | 2004             |
| Lituania                                       | 2004             |
| Liechtenstein                                  | 2011             |
| Luxemburgo                                     | Miembro original |
| Malta                                          | 2004             |
| Noruega                                        | 1996             |
| Países Bajos                                   | Miembro original |
| Polonia                                        | 2004             |
| Portugal                                       | 1991             |
| República Checa                                | 2004             |
| Suecia                                         | 1996             |
| Suiza                                          | 2004             |

Durante los años 1980 se inició un debate sobre el significado del concepto de libre circulación de personas. Para algunos Estados miembros, esta solo debía aplicarse a los ciudadanos de la Unión Europea (UE), lo que implicaba mantener el control de fronteras para distinguir entre ciudadanos europeos y nacionales de terceros países. Otros Estados miembros, por el contrario, deseaban establecer una libre circulación para todos y, por tanto, suprimir estos controles fronterizos. Ante la imposibilidad de alcanzar un acuerdo en la Comunidad Europea, cinco de esos países con fronteras comunes (Francia, Alemania, Bélgica, Luxemburgo y los Países Bajos) decidieron en 1985 crear entre ellos un territorio sin fronteras: el espacio Schengen, nombre de la ciudad luxemburguesa de Schengen —enclavada en una zona en la que es difícil moverse sin cruzar una frontera— donde se firmaron los primeros acuerdos.
A partir de este acuerdo, los mismos Estados miembros elaboraron un convenio —que se firmó el 19 de junio de 1990 y entró en vigor el 26 de marzo de 1995— que completa el acuerdo y define las condiciones y las garantías de aplicación de está libre circulación. Los demás Estados miembros de la Unión (excepto Irlanda y el Reino Unido), firmaron protocolos de adhesión al Convenio de Schengen: Italia, el 27 de noviembre de 1990; España y Portugal, el 25 de junio de 1991; Grecia, el 6 de noviembre de 1992; Austria, el 28 de abril de 1995; y Dinamarca, Finlandia y Suecia, el 19 de diciembre de 1996. La República Checa, Estonia, Letonia, Lituania, Hungría, Malta, Polonia, Eslovenia y Eslovaquia se sumaron el 21 de diciembre de 2007; y Croacia el 1 de enero de 2023. Bulgaria, Chipre y Rumanía aún no son miembros de pleno derecho del espacio Schengen: los controles fronterizos entre estos países y el espacio Schengen se mantendrán hasta que el Consejo de la UE determine que se cumplen las condiciones para suprimirlos.
Adicionalmente, varios países no miembros de la UE, han firmado acuerdos de adhesión al Acuerdo de Schengen: Noruega e Islandia, el 19 de diciembre de 1996; Suiza, el 26 de octubre de 2004; y Liechtenstein, el 28 de febrero de 2008.
Por otra parte, se instauraron medidas llamadas «compensatorias» para mejorar la cooperación y la coordinación entre los servicios de policía y las autoridades judiciales para proteger la seguridad interior de los Estados miembros y, en particular, para luchar contra la delincuencia organizada. En ese contexto se creó el Sistema de Información Schengen (SIS) que es una base de datos que permite a las autoridades responsables de los Estados Schengen intercambiar datos sobre determinadas categorías de personas y de bienes.

### Reforma del acuerdo de Schengen
La gestión común de las fronteras exteriores de la UE comenzó a ser una necesidad tras la puesta en marcha del espacio Schengen, que suprimió los controles fronterizos internos entre los socios en 1995. No obstante cada Estado miembro ha conservado un control sobre sus propios límites territoriales. Por su parte, las instituciones comunitarias apenas tienen potestad sobre la vigilancia y gestión de dichas fronteras a pesar de que es vital para garantizar el buen funcionamiento del espacio Schengen y del mercado interior de la Unión Europea. Además, la crisis migratoria en Europa y la pandemia de COVID-19 han puesto en peligro la libertad de circulación en la Unión Europea. Ante el riesgo de flujos migratorios descontrolados o de amenazas internacionales, los diferentes gobiernos nacionales han respondido con el cierre de sus fronteras.
Es así que en el marco del proyecto de refundación de la Unión Europea, el presidente francés Emmanuel Macron dijo —durante su rueda de prensa sobre la presidencia francesa del Consejo de la Unión Europea (2022)— que quería «una reforma del espacio Schengen» con nuevos mecanismos de protección fronteriza, ante las crisis migratorias. El jefe de Estado abogó por una UE que «sepa proteger sus fronteras» ante las crisis migratorias, al delinear una serie de reformas como la que busca la creación de mecanismos de apoyo de emergencia en caso de una crisis en la frontera de un Estado miembro. Este país debería «poder contar con el apoyo de Frontex, pero también con la solidaridad de los estados miembros» dijo.
Paralelamente, la Comisión Europea presentó su propuesta de reforma del espacio Schengen con la que busca que sean las instituciones comunitarias las que decidan el cierre de las fronteras exteriores en caso de crisis sanitaria. De esta forma, dichas instituciones tendrían la potestad de aplicar una política uniforme ante fenómenos como los de la pandemia de COVID-19. Además, la propuesta constituye un paso en la federalización de la Unión y, eventualmente, podría servir de modelo para una mejor gestión, coordinada y uniforme de otro tipo de emergencias en las fronteras exteriores, como crisis migratorias, donde ya se ha constatado que los Estados por sí solos no pueden hacer frente. Este cambio representaría una cesión más de soberanía por parte de los Estados miembros, aunque no se «perdería» ya que cada Estado tendría voz y voto en el Consejo, la segunda institución colegisladora después del Parlamento.
El proyecto señala que sería el Consejo (donde los Estados tienen voto y están representados por sus ministros), el que asuma esa potestad para decretar el cierre generalizado de fronteras, a propuesta de la Comisión y con el escrutinio del Parlamento Europeo. La nueva norma (añadida al artículo 21 del Código Schengen) permitiría a la Comisión proponer el cierre de fronteras exteriores tan pronto como el Centro Europeo para la Prevención y Control de Enfermedades detecte un fenómeno con potencial epidémico. Una vez aprobado, el cierre sería obligatorio para todos los Estados miembros.
La Comisión von der Leyen también propuso modificar los artículos 25 y 28 del Código Schengen, que rigen la reintroducción temporal de los controles fronterizos internos.

## El acuerdo de Schengen en los Estados miembros de la UE
Desde la entrada en vigor del Tratado de Ámsterdam en 1999, el Acuerdo de Schengen está integrado en el marco institucional y jurídico de la Unión Europea en virtud de un protocolo anexo al Tratado de Ámsterdam. En virtud de este protocolo, los nuevos Estados miembros de la UE deben aplicar la totalidad del Acuerdo de Schengen. Sin embargo, Dinamarca —aunque ya es signataria del Convenio de Schengen— puede elegir entre aplicar o no toda nueva medida basada en el título IV del Tratado CE en el marco de la UE, si bien dicha medida constituya un desarrollo del Acuerdo de Schengen. No obstante, Dinamarca está vinculada por algunas medidas en materia de política común de visados.

### Suspensión del acuerdo en circunstancias excepcionales
El 24 de junio de 2011, el Consejo Europeo acordó que los Estados miembros de la Unión Europea integrados en Schengen podrían suspender la libre circulación de personas en circunstancias excepcionales —como un gran éxodo migratorio—, restableciéndose temporalmente las fronteras interiores —medida que ya habían adoptado en los meses anteriores Francia, Italia, Dinamarca y Grecia—. Según el acuerdo, «la reintroducción de fronteras interiores» solo se podrá adoptar «como ultimísimo recurso» y en «circunstancias verdaderamente críticas en que un Estado no sea capaz de cumplir sus obligaciones», y para «un ámbito y un periodo de tiempo estrictamente limitados».
El acuerdo se adoptó a partir de la propuesta hecha por la Comisión Barroso, que era una respuesta a las decisiones unilaterales de varios países de restablecer los controles fronterizos.

## Otros casos particulares

### Países nórdicos
Dinamarca, Finlandia, Islandia, Noruega y Suecia

### Liechtenstein y Suiza
El 28 de febrero de 2008, Liechtenstein firmó el Acuerdo de Schengen y pasó a formar parte del espacio Schengen el 19 de diciembre de 2011. Antes de esto, Suiza compartía una frontera abierta con Liechtenstein y ya era miembro de pleno derecho del Área Schengen. Esta frontera abierta no se consideró una amenaza para la seguridad europea porque sería muy difícil o imposible ingresar a Liechtenstein sin primero aterrizar o ingresar a un estado Schengen. La frontera con Austria no estaba abierta, y Austria y Liechtenstein lo trataron como un puesto fronterizo externo, por lo que era necesario pasar por el control de aduanas y pasaportes antes de cruzar.

## Libre circulación

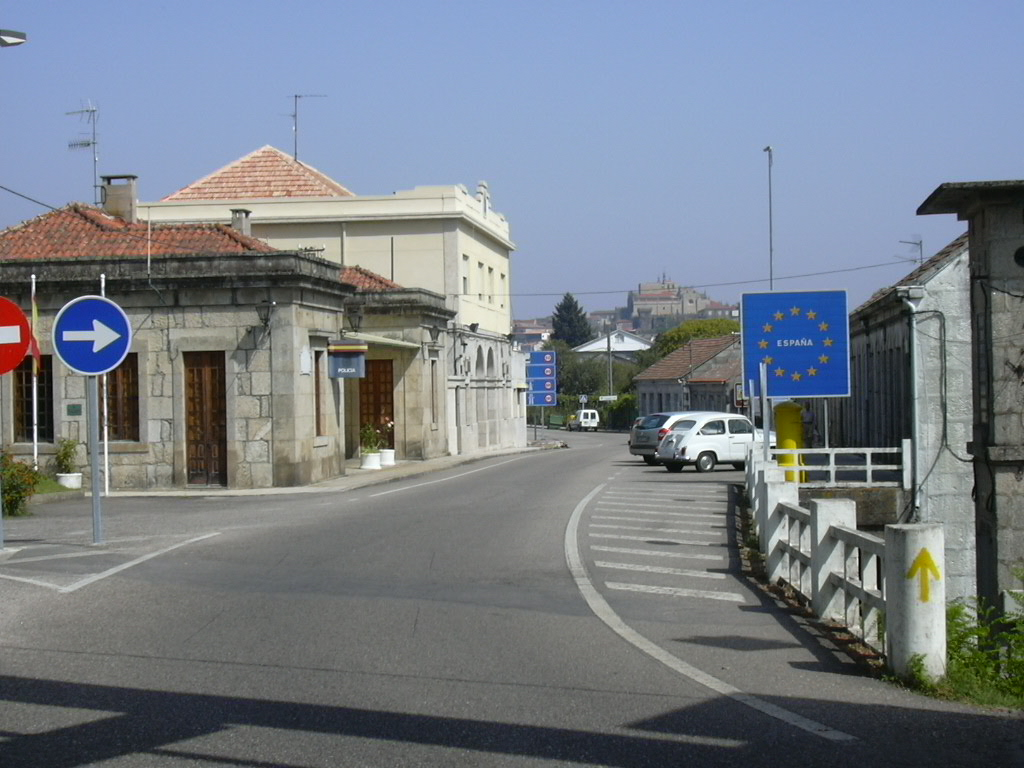
Una simple señal indica la entrada a España desde Portugal por los municipios de Tuy (Pontevedra) y Valença do Minho (Viana do Castelo).

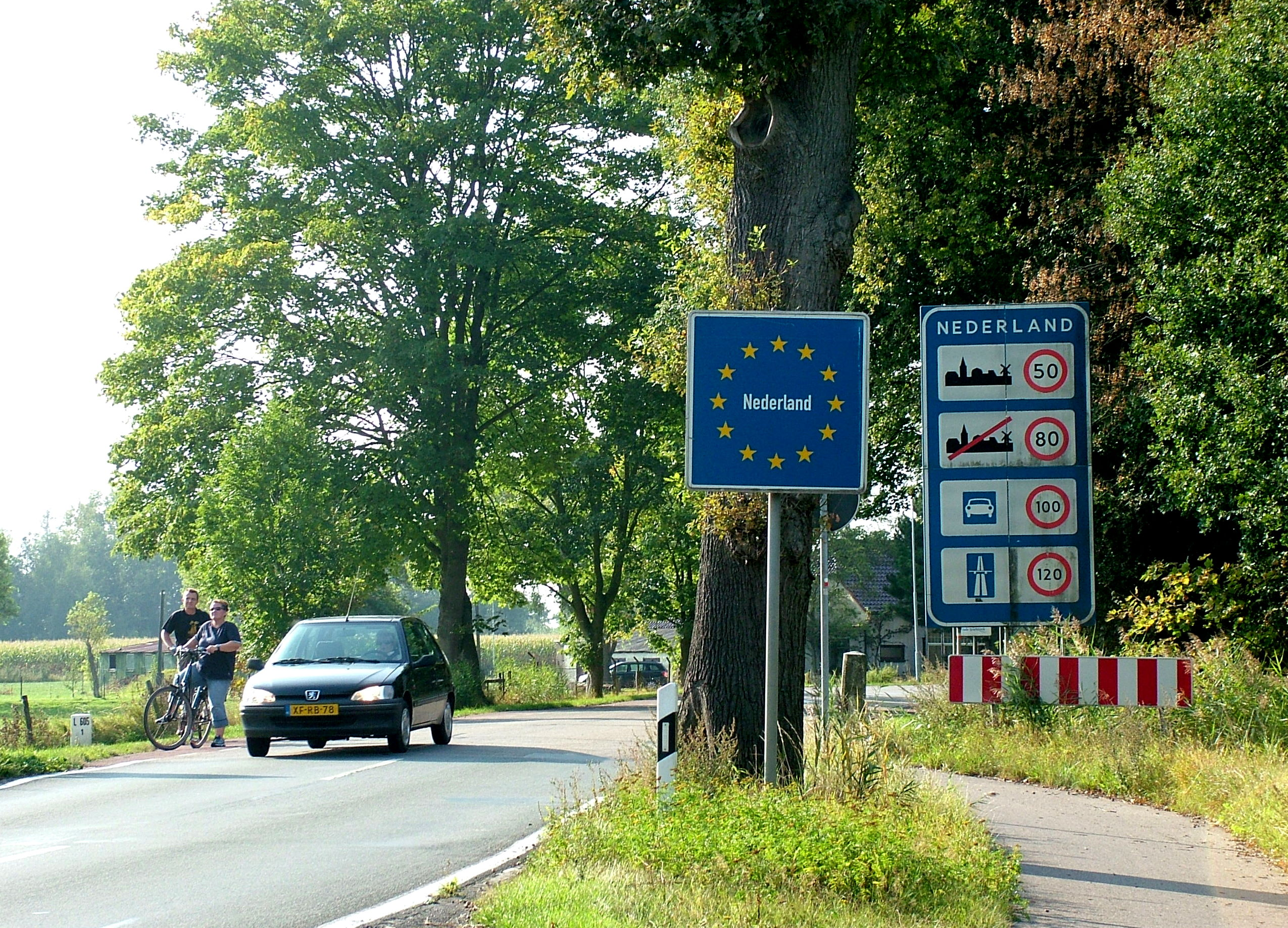
Una simple señal indica la entrada a los Países Bajos desde Alemania.

La entrada en vigor del Convenio de Aplicación del Acuerdo o Tratado de Schengen entraña la supresión de los controles en las fronteras interiores y el traslado de éstos a las fronteras exteriores. Toda persona que haya entrado regularmente por la frontera exterior de uno de los países que aplican el convenio, tendrá derecho, en principio, a circular libremente por el territorio de todos ellos durante un período que no supere los tres meses por semestre.

### Nacionales de un país de Schengen
Los nacionales de un país que haya firmado el Acuerdo Schengen y que viajen a otro que también forma parte de este tratado, no necesitan pasaporte ni visado. Con el documento de identidad nacional de cada país será suficiente para identificarse. Aunque no es necesario, las autoridades recomiendan llevar pasaporte para evitar problemas en caso de urgencia o cierre inesperado de las fronteras en caso de riesgo para la seguridad de algún país.
Por otra parte, los ciudadanos y sus familiares pueden establecer su residencia con total libertad en cualquiera de estos países. Si algún miembro de la familia no es nacional de algún Estado miembro, se beneficia del mismo derecho que el ciudadano del que vaya acompañado. En este caso, podría necesitar la expedición de un visado para residencias de corta duración. Las tarjetas de residencia equivalen a este tipo de visados.

### Nacionales de otros países de la UE
Aunque hay Estados miembros de la Unión Europea que no forman parte del espacio Schengen (Irlanda, y anteriormente el Reino Unido, antes del Brexit), sí firmaron el Tratado que permite la libre circulación de ciudadanos europeos. Esto significa que si se viaja desde cualquier país del espacio Schengen a cualquier otro país de la UE o viceversa, se puede hacer solo con el documento de identidad nacional o el pasaporte. Esto no se aplica a los ciudadanos extranjeros, residentes o no en la UE, que necesitaran cumplir los requisitos solicitados por los distintos países para entrar en ellos, pudiendo ser diferentes a los solicitados a los ciudadanos de la UE.

### Extranjeros residentes
Los extranjeros residentes en alguno de los países de Schengen y que viajen a otro país de Schengen, necesitan un pasaporte válido y la autorización de residencia en un país de Schengen. Los titulares de una autorización de residencia expedida por cualquiera de los Estados citados podrán circular por un período máximo de tres meses.

### Extranjeros no residentes
Los extranjeros que visiten alguno de los países de Schengen, necesitarán un pasaporte válido y un visado denominado visado Schengen. Este documento es igual para todos los países miembros, por lo que los turistas ahorran trámites a la hora de solicitar permiso de acceso. Para que el visado sea aprobado, el turista necesitará de un seguro Schengen que cubra algunos gastos básicos, como repatriación en caso de emergencia, asistencia legal, asistencia médica, asistencia por accidente. Esta asistencia debe contar con una cobertura de al menos 30 000 euros. Es importante que la aseguradora tenga una sucursal en Europa para que el seguro sea válido.
Hay diversos países que no pertenecen a la Unión Europea y cuyos ciudadanos no necesitan visado para viajar como turistas (por un periodo máximo de 90 días) tras los acuerdos establecidos con cada uno de ellos. Así mismo los ciudadanos extranjeros que dispongan de un visado Schengen, podrán circular por todos los países del territorio con normalidad. Sin embargo, hay que tener en cuenta que en determinadas zonas podrían pedir otra documentación e incluso acreditar que se dispone de los medios suficientes para mantenerse. Los que no estén sujetos a la obligación de visado, podrán circular durante tres meses como máximo en un período de seis meses, a partir de la fecha de la primera entrada.

### Requisitos de declaración para extranjeros
Los extranjeros que entren regularmente en el territorio de un Estado parte procedente de cualquiera de los restantes Estados, están obligados a declararlo a las autoridades competentes del Estado en que entren. Esta declaración podrá efectuarse en el momento de la entrada o en el plazo de tres días hábiles, a partir de la misma. En España esta declaración se realizará en cualquier Comisaría del Cuerpo Nacional de Policía o en las Oficinas de Extranjeros en el plazo mencionado, si no se hubiese efectuado en el momento de la entrada.

## Contenido
La consecuencia de una Europa sin fronteras, como elemento indispensable para una efectiva unidad europea, se deriva del Acuerdo de Schengen, que trata fundamentalmente de la supresión de los controles en las fronteras comunes entre los Estados miembros de la UE, para conseguir la libre circulación de mercancías y servicios, así como el establecimiento de medidas de colaboración policial y judicial y armonización de legislaciones en materia de visados, estupefacientes, armas y explosivos, etc.
Schengen supone algo más que un tratado, ya que establece términos nuevos con un contenido más universal. A los efectos de interpretación del contenido del Tratado, se entiende por:
- Fronteras interiores: son las fronteras terrestres comunes de las partes contratantes. También los aeropuertos, para vuelos interiores, y puertos en lo referente a enlaces regulares entre dichas partes.
- Fronteras exteriores: son las fronteras terrestres, marítimas y los aeropuertos, siempre que no sean fronteras interiores.
- Vuelo interior: vuelo con procedencia o destino en los territorios de las partes contratantes.
- Tercer Estado: todo Estado que no sea parte contratante.
- Extranjero: toda persona que no sea nacional de los Estados miembros de las comunidades europeas.
- Paso fronterizo: todo paso autorizado por las autoridades competentes para cruzar las fronteras exteriores.

### Título I: Definiciones comunes
Está dedicado a las definiciones comunes.
- Las fronteras interiores están constituidas por las fronteras terrestres comunes entre los Estados suscribientes del acuerdo, los aeropuertos respecto a los vuelos interiores y los puertos marítimos con relación a los enlaces regulares de transbordadores con procedencia o destino exclusivamente en otros puertos de los territorios de los Estados contratantes y que no efectúen escala en puertos ajenos a dichos territorios.
- Las fronteras exteriores están constituidas por las fronteras terrestres y marítimas, aeropuertos y puertos marítimos de los Estados contratantes que no sean fronteras interiores.
- Se considera extranjero a cualquier persona que no sea nacional de los Estados miembros de la Unión Europea.
- Paso fronterizo es cualquier paso autorizado por las autoridades competentes para cruzar las fronteras exteriores.

### Título II: supresión de los controles en las fronteras interiores y circulación de personas

Exigencia de visa Schengen según nacionalidad
Estados Schengen
Otros Estados fuera de la zona Schengen pero obligado por la misma política de visados y territorios especiales de los Estados miembros de UE y Schengen
Acceso libre sin visado a los Estados Schengen durante 90 días.
Se necesita visado para entrar en los Estados Schengen.
Se necesita visado para el tránsito por los Estados Schengen.
----
Las nacionalidades que requieren visa para una estancia menor a noventa días son parte del, mientras que las nacionalidades que no la requieren son parte del.

Regula la supresión de controles en las fronteras interiores y la circulación de personas. Las fronteras interiores podrán cruzarse en cualquier lugar sin que se realice control alguno de las personas. Estas fronteras no desaparecen, lo que desaparece es el control fronterizo para conseguir la libre circulación. No obstante, por motivos de seguridad o de orden público, dichos controles pueden ser puestos en funcionamiento por cualquier Estado, previa consulta de las demás partes contratantes.
En cuanto al cruce de fronteras exteriores, las personas sólo podrán cruzar por los pasos fronterizos y durante las horas de apertura establecidas. Además se establecen controles fijos que se realizarán en los puestos fronterizos exteriores habilitados y durante las horas de apertura establecidas. Controles que se efectuarán sobre las personas, así como los vehículos y objetos en poder de quienes cruzan la frontera. Su finalidad es comprobar la documentación de quienes pretenden cruzar la frontera, detectar cualquier tipo de infracción y prevenir amenazas para el orden público y la seguridad nacional de los Estados partes.
También se establecen controles móviles. Se vigilarán con unidades móviles los espacios de las fronteras exteriores situados en los pasos fronterizos, así como los pasos fronterizos fuera de las horas normales de apertura. Estos controles pretenden disuadir a personas no autorizadas a cruzar la frontera, o la elusión del paso fronterizo. Las personas cruzarán, pues, las fronteras exteriores con documentación adecuada (pasaporte o documento de viaje válido), con visado, si es preceptivo (se establece una política común sobre visados). Para poder cruzar deberán disponer de medios económicos suficientes y no figurar en las listas de personas no admisibles.
El visado habilita a su titular a presentarse en los puestos fronterizos y solicitar la entrada, permitiendo al Estado conocer la finalidad del viaje, duración y otras exigencias que permitan adivinar las intenciones de quienes solicitan la entrada. Las visas pueden ser de corta duración (estancias inferiores a 3 meses) con diversas modalidades: de tránsito, colectivo y de tránsito aeroportuario. También están las de larga duración (visados nacionales expedidos por cada Estado parte), y las de validez territorial limitada (visado excepcional válido para el cruce de fronteras), para los casos en que sólo se permita la estancia exclusivamente en un Estado miembro, debiendo efectuarse la entrada y salida a través de ese Estado.
La circulación libre por los Estados partes; al pasar a un Estado distinto del de la entrada, debe comunicarlo a las autoridades. Es lo que se denomina declaración de entrada. Cada Estado puede prorrogar la estancia del período máximo de 3 meses, desde la primera entrada. Además, por el Consejo de la Unión se promulga el reglamento 1091/01 del 20 de mayo por el que se modifica el art. 18 del Convenio de Schengen, dando luz verde a un nuevo tipo de visado denominado D+C, es decir, se da validez al mismo visado como de residencia en el país que lo expide y a su vez se reconoce como de corta duración para el resto de los países.
Con estas medidas, países como Ucrania, Serbia, Macedonia, Albania, Croacia y Turquía tiene que hacer un exhaustivo control por la entrada de países que se encuentran en sus fronteras. En el caso de Ucrania, país no miembro del estado Schengen, tiene fronteras con cuatro países de la Unión (Polonia, Hungría, Eslovaquia y Rumanía).

### Título III: Seguridad
Está dedicado a la Policía y Seguridad.
Capítulo I
| Ejecución de vigilancia transfronteriza |
| --- |
| - Respeto al derecho del Estado donde se hace la vigilancia - Acreditar la cualidad de agente oficial - Portar la autorización - No entrar en domicilios - No interrogar, ni detener a personas vigiladas - Obedecer órdenes de las autoridades locales - Informar a las autoridades de operaciones a realizar - Se pueden portar armas reglamentarias. |

| Vigilancia transfronteriza y persecución policial (delitos concernidos) |
| --- |
| - Asesinato, homicidio, violación, incendio provocado, robo, extorsión, receptación, encubrimiento, falsificación de moneda, tráfico de estupefacientes, secuestro y toma de rehenes, tráfico de seres humanos, delitos relacionados con armas y explosivos. - Delitos que pueden dar lugar a extradición. |

Se regula en el art. 40 —la vigilancia transfronteriza— permitiéndose a los servicios de policía que actúen dentro del límite de sus competencias materiales y en unas condiciones estrictamente definidas, continuando en el territorio de otro Estado Schengen una operación de vigilancia iniciada en su país. Para ello, el país requirente deberá presentar previamente la solicitud de asistencia judicial. En caso especialmente urgente, podrá presentarse la solicitud inmediatamente después de cruzar la frontera. Se ha de comunicar a la autoridad el cruce de fronteras, presentando sin demora la solicitud de asistencia judicial y cesando la vigilancia a requerimiento del Estado o a las cinco horas de haber atravesado la frontera.
Se regula en el art. 41 —el derecho de persecución policial— y consiste en la posibilidad que tienen los agentes que estén persiguiendo en su país a una persona, de proseguir la persecución en territorio de otro Estado miembro que tenga una frontera común con su país. Esta posibilidad, que no requiere autorización previa, está supeditada al cumplimiento de unos requisitos muy estrictos y se ejerce con arreglo a unas modalidades muy precisas y es posible cuando se produzca una evasión o cuando se sorprenda a la persona en flagrante delito de comisión o participación en alguno de los hechos delictivos concernidos.
La persecución en territorio de otro Estado supone que el país requirente no ha podido ser advertido previamente por razones de urgencia, o que, advertidas las autoridades, no ha podido trasladarse a la frontera para proseguir la persecución. No obstante, hay que tener en cuenta que, a más tardar en el momento en que se cruce la frontera, los agentes que realicen la persecución se pondrán en contacto con las autoridades competentes del país requerido. La persecución cesará en el momento en que se solicite.
Se llevará a cabo con las mismas condiciones que se tienen en cuenta para el caso de vigilancias transfronterizas. Durante la persecución, los agentes policiales serán fácilmente identificables (brazaletes, uniforme, vehículo).
Si se produce la detención de la persona perseguida, y ésta no tiene la nacionalidad del Estado donde se ha detenido, será puesta en libertad a más tardar seis horas después de dicha detención, a no ser que las autoridades locales competentes hubieran recibido previamente una solicitud de detención provisional a efectos de extradición. Al efecto del cómputo de las seis horas, no se cuentan las comprendidas entre medianoche y las 9 de la mañana.
Capítulo II
Trata de la asistencia judicial en materia penal, que podrá hacerse directamente entre las autoridades judiciales de los Estado partes. El convenio viene a completar el Convenio Europeo de asistencia judicial en materia penal del 20-4-1959. La asistencia judicial comprende:
- Comisiones rogatorias (exhortos a nivel internacional)
- Remisión de documentos y citaciones de peritos o testigos que estén en territorio de otra parte contratante.

Dicha asistencia puede prestarse directamente entre las distintas autoridades judiciales, por razón de urgencia, o bien a través de los respectivos Ministerios de Justicia.
Capítulo III
Regula la aplicación del principio de non bis in idem, por el que una persona que haya sido juzgada en sentencia firme por una parte contratante no podrá ser perseguida por los mismos hechos por otra de las partes, siempre que en caso de condena se haya ejecutado la sanción, se esté ejecutando o no pueda ejecutarse ya según la legislación de la parte contratante donde haya tenido lugar la condena.
Capítulo IV
Completa los aspectos del Convenio Europeo de Extradición del 13 de septiembre de 1957. Supone una renovación sobre la aplicación del Convenio Europeo de Extradición de 1957. Según el nuevo convenio, son hechos que dan lugar a la extradición aquellos castigados en el Estado requirente con pena o medida de seguridad, al menos de doce meses de privación de libertad, y en el Estado requerido de seis meses por lo menos.
El nuevo convenio prevé la extradición de los nacionales, salvo que en su declaración de ratificación del convenio haga manifestación de lo contrario. La extradición puede llevarse a cabo sin procedimiento formal de extradición, siempre que la parte contratante correspondiente lo autorice y que la persona reclamada consienta, la cual podrá ser asistida de abogado.
Capítulo V
Trata de la transmisión de la ejecución de sentencias penales. La parte contratante en cuyo territorio se haya impuesto una pena privativa de libertad o de una medida de seguridad que restrinja la libertad mediante una sentencia con fuerza de cosa juzgada contra un nacional de otra parte contratante que, al huir a su país, se haya sustraído a la ejecución de dicha pena o medida de seguridad, podrá solicitar a esta última parte contratante, si la persona evadida se encuentra en su territorio, que asuma la ejecución de la pena o medida de seguridad.
Capítulo VI
Estupefacientes: en él se regula la creación de un grupo de trabajo permanente para analizar la problemática de la criminalidad en materia de estupefacientes, incrementar la cooperación, permitir las entregas vigiladas, etc.
Capítulo VII
Armas de fuego y municiones. A tal efecto las armas de fuego se clasifican en:
- Armas prohibidas: armas de guerra, automáticas o camufladas; municiones perforantes, explosivas o incendiarias.
- Armas sujetas a autorización: armas de fuego cortas semiautomáticas o de repetición; armas de fuego cortas de un solo disparo con percusión central o anular (de longitud total inferior a 29 cm); armas de fuego largas semiautomáticas cuyo cargador y recámara puedan contener más de tres cartuchos; armas de fuego largas de repetición y semiautomáticas de cañón liso que no exceda a 60 cm; armas de fuego civiles semiautomáticas que tengan la apariencia de un arma de fuego automática de guerra.
- Armas sujetas a declaración: armas de fuego largas de repetición; armas de fuego largas de un impacto con uno o varios cañones estriados; armas de fuego cortas, de un impacto con percusión anular de longitud total superior a 28 cm; armas de fuego para señales, lacrimógenas o de alarma; armas de fuego semiautomáticas cuyo cargador y recámara no puedan contener más de tres cartuchos sin ser recargadas.

### Título IV: Sistema de información Schengen
Regula:El sistema de información de Schengen o SIS. Es un sistema de información común que permite a las autoridades competentes de los Estados miembros y participantes del espacio Schengen disponer de información relativa a algunas categorías de personas y objetos.
Esta información es compartida entre los estados participantes, que son mayoritariamente signatarios del Acuerdo de Schengen (AS), como Alemania, Francia, Bélgica, Países Bajos y Luxemburgo. Después de su creación varios países se han unido al sistema; Grecia, Austria, Islandia, Suecia, Suiza, Finlandia, Dinamarca, Italia, Portugal, España y Noruega, que firmaron el AS. Cabe resaltar que Islandia, Suiza, Noruega y Liechtenstein no son miembros de la Unión Europea.
El sistema de información permite a las autoridades asignadas por las partes contratantes, gracias a un sistema informatizado, disponer de descripciones de personas y de objetos, con ocasión de controles en las fronteras, aduanas y controles de policía. La base de datos SIS está en Estrasburgo y a ella tienen acceso todos los estados parte. Cada parte contratante dispone de una oficina SIRENE (Supplementary Information Request at the National Entry) cuya finalidad es la preparación de expedientes para la introducción de datos en el SIS, intercambio de información adicional y servir de órgano de comunicación bilateral con las SIRENE de otros países.
El SIS sirve además para la búsqueda de personas, objetos, vehículos, armas, billetes y documentos. El sistema ofrece la posibilidad de intercambiar, por vía informática, la información importante.

### Título V: Transporte y circulación de mercancías
Trata del transporte y circulación de mercancías.

### Título VI: Protección de datos personales
Regula la Protección de datos de carácter personal cuyo objetivo es proteger los derechos fundamentales de las personas que figuran en las bases de datos del SIS.

### Título VII: Comité ejecutivo
Regula la composición y funciones del Comité Ejecutivo que es el órgano administrativo encargado de velar por el cumplimiento del Convenio. Cada parte tendrá un puesto en el comité. Las decisiones se deben adoptar por unanimidad. Se podrán crear grupos de trabajo compuestos por representantes de la administración de las partes contratantes. Actualmente hay cuatro grupos de trabajo:
- Grupo I: policía y seguridad (armas y municiones, estupefacientes, aduanas, expertos legales y telecomunicaciones)
- Grupo II: circulación de personas (comité de reglamentación de fronteras, grupo de expertos de visados y grupo de asilo)
- Grupo III: transportes
- Grupo IV: aduanas y circulación de mercancías.

### Título VIII: Disposiciones finales
Las disposiciones del Convenio únicamente serán aplicables «en la medida en que sean compatibles con el Derecho comunitario». Dichas disposiciones se aplicarán sin perjuicio de las disposiciones de la Convención sobre el Estatuto de los Refugiados de 1951.